# Limnocytheridae
Limnocytheridae is een familie van kreeftachtigen uit de klasse van de Ostracoda (mosselkreeftjes).

## Taxonomie

### Onderfamilie
- Timiriaseviinae Mandelstam, 1960

### Geslachten
- Cytheridella Daday, 1905
- Leptocytheromorpha Purper, 1979 †
- Limnocythere Brady, 1968
- Lutkevichinella †
- Minicythere Ornellas, 1974